# Oksa (gmina)
Oksa (do 1954 gmina Węgleszyn; 1976–1991 gmina Nagłowice-Oksa) – gmina wiejska w województwie świętokrzyskim, w powiecie jędrzejowskim. W latach 1975–1998 gmina położona była w województwie kieleckim.
Siedzibą gminy jest Oksa.
Na koniec 2010 r. gminę zamieszkiwało 4861 osób.

## Miejscowości
| Miejscowości podstawowe oraz ich integralne części w administracji gminy Oksa | Miejscowości podstawowe oraz ich integralne części w administracji gminy Oksa | Miejscowości podstawowe oraz ich integralne części w administracji gminy Oksa | Miejscowości podstawowe oraz ich integralne części w administracji gminy Oksa | Miejscowości podstawowe oraz ich integralne części w administracji gminy Oksa |
| Nazwa | Rodzaj miejscowości                                                           | Miejscowość podstawowa                                                        | SIMC                                                                          | Położenie geograficzne                                                        |
| --- | ----------------------------------------------------------------------------- | ----------------------------------------------------------------------------- | ----------------------------------------------------------------------------- | ----------------------------------------------------------------------------- |
| Błogoszów | wieś                                                                          |                                                                               | 0256389                                                                       | 50°45′41″N 20°05′39″E/50,761389 20,094167                                     |
| Błonie | część wsi                                                                     | Węgleszyn                                                                     | 0256805                                                                       | 50°44′55″N 20°09′16″E/50,748611 20,154444                                     |
| Błonie | część wsi                                                                     | Zakrzów                                                                       | 0256923                                                                       | 50°46′18″N 20°07′59″E/50,771667 20,133056                                     |
| Borek | część wsi                                                                     | Oksa                                                                          | 0256515                                                                       | 50°43′24″N 20°05′24″E/50,723333 20,090000                                     |
| Brodek | część wsi                                                                     | Oksa                                                                          | 0256521                                                                       | 50°44′11″N 20°05′58″E/50,736389 20,099444                                     |
| Dębina Druga | część wsi                                                                     | Węgleszyn-Dębina                                                              | 0256870                                                                       | 50°45′45″N 20°08′14″E/50,762500 20,137222                                     |
| Dębina Pierwsza | część wsi                                                                     | Węgleszyn-Dębina                                                              | 0256886                                                                       | 50°45′55″N 20°08′46″E/50,765278 20,146111                                     |
| Działek Czwarty | część wsi                                                                     | Pawęzów                                                                       | 0256604                                                                       | 50°45′16″N 20°05′11″E/50,754444 20,086389                                     |
| Działek Drugi | część wsi                                                                     | Pawęzów                                                                       | 0256610                                                                       | 50°44′59″N 20°05′18″E/50,749722 20,088333                                     |
| Działek Pierwszy | część wsi                                                                     | Pawęzów                                                                       | 0256627                                                                       | 50°45′20″N 20°05′34″E/50,755556 20,092778                                     |
| Działek Trzeci | część wsi                                                                     | Pawęzów                                                                       | 0256633                                                                       | 50°44′58″N 20°04′59″E/50,749444 20,083056                                     |
| Dzierążnia | kolonia                                                                       | Tyniec                                                                        | 0256768                                                                       | 50°43′05″N 20°12′08″E/50,718056 20,202222                                     |
| Gawrony | kolonia                                                                       | Tyniec                                                                        | 0256774                                                                       | 50°43′37″N 20°09′29″E/50,726944 20,158056                                     |
| Gościniec | część wsi                                                                     | Nowe Kanice                                                                   | 0256461                                                                       | 50°43′58″N 20°13′08″E/50,732778 20,218889                                     |
| Górki | część wsi                                                                     | Zakrzów                                                                       | 0256930                                                                       | 50°46′20″N 20°07′54″E/50,772222 20,131667                                     |
| Korea | część wsi                                                                     | Zakrzów                                                                       | 0256946                                                                       | 50°46′05″N 20°08′04″E/50,768056 20,134444                                     |
| Kresy | część wsi                                                                     | Oksa                                                                          | 0256538                                                                       | 50°43′48″N 20°07′45″E/50,730000 20,129167                                     |
| Kresy | część wsi                                                                     | Popowice                                                                      | 0256656                                                                       | 50°43′15″N 20°07′53″E/50,720833 20,131389                                     |
| Ku Ogarce | część wsi                                                                     | Błogoszów                                                                     | 0256395                                                                       | 50°45′53″N 20°05′30″E/50,764722 20,091667                                     |
| Ku Zakrzowiu | część wsi                                                                     | Błogoszów                                                                     | 0256403                                                                       | 50°45′48″N 20°06′03″E/50,763333 20,100833                                     |
| Lipno | wieś                                                                          |                                                                               | 0256426                                                                       | 50°47′06″N 20°06′52″E/50,785000 20,114444                                     |
| Łopata | część wsi                                                                     | Węgleszyn-Dębina                                                              | 0256892                                                                       | 50°45′35″N 20°09′16″E/50,759722 20,154444                                     |
| Łopatki | część wsi                                                                     | Lipno                                                                         | 0256432                                                                       | 50°47′04″N 20°07′11″E/50,784444 20,119722                                     |
| Ługi | część wsi                                                                     | Rzeszówek                                                                     | 0256700                                                                       | 50°44′43″N 20°04′03″E/50,745278 20,067500                                     |
| Mała Wieś | część wsi                                                                     | Węgleszyn                                                                     | 0256811                                                                       | 50°45′10″N 20°10′34″E/50,752778 20,176111                                     |
| Młynek | część wsi                                                                     | Węgleszyn                                                                     | 0256840                                                                       | 50°45′33″N 20°10′50″E/50,759167 20,180556                                     |
| Nad Stawami | osada wsi                                                                     | Oksa                                                                          | 0256544                                                                       | 50°43′04″N 20°06′51″E/50,717778 20,114167                                     |
| Niwa | część wsi                                                                     | Lipno                                                                         | 0256449                                                                       | 50°47′16″N 20°07′22″E/50,787778 20,122778                                     |
| Nowe Kanice | wieś                                                                          |                                                                               | 0256455                                                                       | 50°43′59″N 20°13′26″E/50,733056 20,223889                                     |
| Oksa | wieś                                                                          |                                                                               | 0256509                                                                       | 50°43′42″N 20°06′06″E/50,728333 20,101667                                     |
| Pawęzów | wieś                                                                          |                                                                               | 0256596                                                                       | 50°45′03″N 20°05′31″E/50,750833 20,091944                                     |
| Podlesie | kolonia                                                                       | Węgleszyn                                                                     | 0256857                                                                       | 50°44′41″N 20°08′22″E/50,744722 20,139444                                     |
| Podpastwie | część wsi                                                                     | Nowe Kanice                                                                   | 0256478                                                                       | 50°44′27″N 20°13′43″E/50,740833 20,228611                                     |
| Podzaborowie | część wsi                                                                     | Nowe Kanice                                                                   | 0256484                                                                       | 50°44′11″N 20°13′58″E/50,736389 20,232778                                     |
| Popowice | wieś                                                                          |                                                                               | 0256640                                                                       | 50°42′25″N 20°08′13″E/50,706944 20,136944                                     |
| Rembiechowa | wieś                                                                          |                                                                               | 0256685                                                                       | 50°44′52″N 20°11′44″E/50,747778 20,195556                                     |
| Rzeszówek | wieś                                                                          |                                                                               | 0256691                                                                       | 50°44′26″N 20°04′34″E/50,740556 20,076111                                     |
| Serwitut | część wsi                                                                     | Rzeszówek                                                                     | 0256739                                                                       | 50°44′25″N 20°05′18″E/50,740278 20,088333                                     |
| Sianożątka | część wsi                                                                     | Zakrzów                                                                       | 0256952                                                                       | 50°45′59″N 20°08′39″E/50,766389 20,144167                                     |
| Siwica | część wsi                                                                     | Rzeszówek                                                                     | 0256716                                                                       | 50°44′29″N 20°04′26″E/50,741389 20,073889                                     |
| Stara Warszawa | część wsi                                                                     | Oksa                                                                          | 0256550                                                                       | 50°43′25″N 20°06′47″E/50,723611 20,113056                                     |
| Stara Wieś | część wsi                                                                     | Węgleszyn                                                                     | 0256828                                                                       | 50°45′08″N 20°09′41″E/50,752222 20,161389                                     |
| Stare Kanice | wieś                                                                          |                                                                               | 0256745                                                                       | 50°44′23″N 20°12′44″E/50,739722 20,212222                                     |
| Tyniec | wieś                                                                          |                                                                               | 0256751                                                                       | 50°42′42″N 20°10′41″E/50,711667 20,178056                                     |
| Tyniec-Kolonia | wieś                                                                          | Tyniec                                                                        | 0256780                                                                       | 50°42′45″N 20°11′01″E/50,712500 20,183611                                     |
| W Lesie | część wsi                                                                     | Błogoszów                                                                     | 0256410                                                                       | 50°44′50″N 20°07′21″E/50,747222 20,122500                                     |
| Węgleszyn | wieś                                                                          |                                                                               | 0256797                                                                       | 50°45′09″N 20°10′02″E/50,752500 20,167222                                     |
| Węgleszyn-Dębina | wieś                                                                          | Węgleszyn                                                                     | 0256863                                                                       | 50°45′47″N 20°09′01″E/50,763056 20,150278                                     |
| Węgleszyn-Ogrody | wieś                                                                          | Węgleszyn                                                                     | 0256900                                                                       | 50°44′49″N 20°09′36″E/50,746944 20,160000                                     |
| Wrona | część wsi                                                                     | Zakrzów                                                                       | 0256969                                                                       | 50°46′42″N 20°09′04″E/50,778333 20,151111                                     |
| Zabrodzie | część wsi                                                                     | Zalesie                                                                       | 0256981                                                                       | 50°47′10″N 20°08′15″E/50,786111 20,137500                                     |
| Zagórze | część wsi                                                                     | Nowe Kanice                                                                   | 0256490                                                                       | 50°43′47″N 20°13′18″E/50,729722 20,221667                                     |
| Zakarczmie | część wsi                                                                     | Węgleszyn                                                                     | 0256834                                                                       | 50°45′18″N 20°10′15″E/50,755000 20,170833                                     |
| Zakrzów | wieś                                                                          |                                                                               | 0256917                                                                       | 50°46′13″N 20°07′38″E/50,770278 20,127222                                     |
| Zalesie | wieś                                                                          |                                                                               | 0256975                                                                       | 50°46′56″N 20°07′37″E/50,782222 20,126944                                     |
| Załącze | część wsi                                                                     | Rzeszówek                                                                     | 0256722                                                                       | 50°43′59″N 20°04′12″E/50,733056 20,070000                                     |
| Załącze | część wsi                                                                     | Zalesie                                                                       | 0256998                                                                       | 50°47′05″N 20°07′54″E/50,784722 20,131667                                     |
| Źródła: Wykaz urzędowych nazw miejscowości i ich części (xls),Dz.U. z 2013 r. poz. 200 oraz Dz.U. z 2015 r. poz. 1636, Zbiory danych państwowego rejestru nazw geograficznych -2025-05-15 |                                                                               |                                                                               |                                                                               |                                                                               |

## Struktura powierzchni
Według stanu na 1 stycznia 2011 r. powierzchnia gminy wynosi 90,72 km².
W 2007 r. 73% obszaru gminy stanowiły użytki rolne, a 19% – użytki leśne.

## Demografia
Dane z 31 grudnia 2010 r.:
| Opis      | Ogółem | Ogółem | Kobiety | Kobiety | Mężczyźni | Mężczyźni |
| --------- | ------ | ------ | ------- | ------- | --------- | --------- |
| jednostka | osób   | %      | osób    | %       | osób      | %         |
| populacja | 4 861  | 100    | 2 409   | 49,6    | 2 452     | 50,4      |

- Piramida wieku mieszkańców gminy Oksa w 2014 roku<[8].

## Sołectwa
Błogoszów, Lipno, Nowe Kanice, Oksa, Pawęzów, Popowice, Rembiechowa, Rzeszówek, Stare Kanice, Tyniec, Tyniec-Kolonia, Węgleszyn, Węgleszyn-Dębina, Węgleszyn-Ogrody, Zakrzów, Zalesie.

## Sąsiednie gminy
Jędrzejów, Małogoszcz, Nagłowice, Radków, Włoszczowa